# Fiesta de San Antonio de Massalfassar
La fiesta de San Antonio  o popularmente fiesta de Sant Antoni de Masalfasar se celebra en el mes de enero en honor a San Antonio Abad, instituida ya en 1630, mantiene antiguas tradiciones como la hoguera, las calderas y la pólvora, esta devoción por San Antonio es la fiesta más antigua del pueblo.

## Origen y actualidad

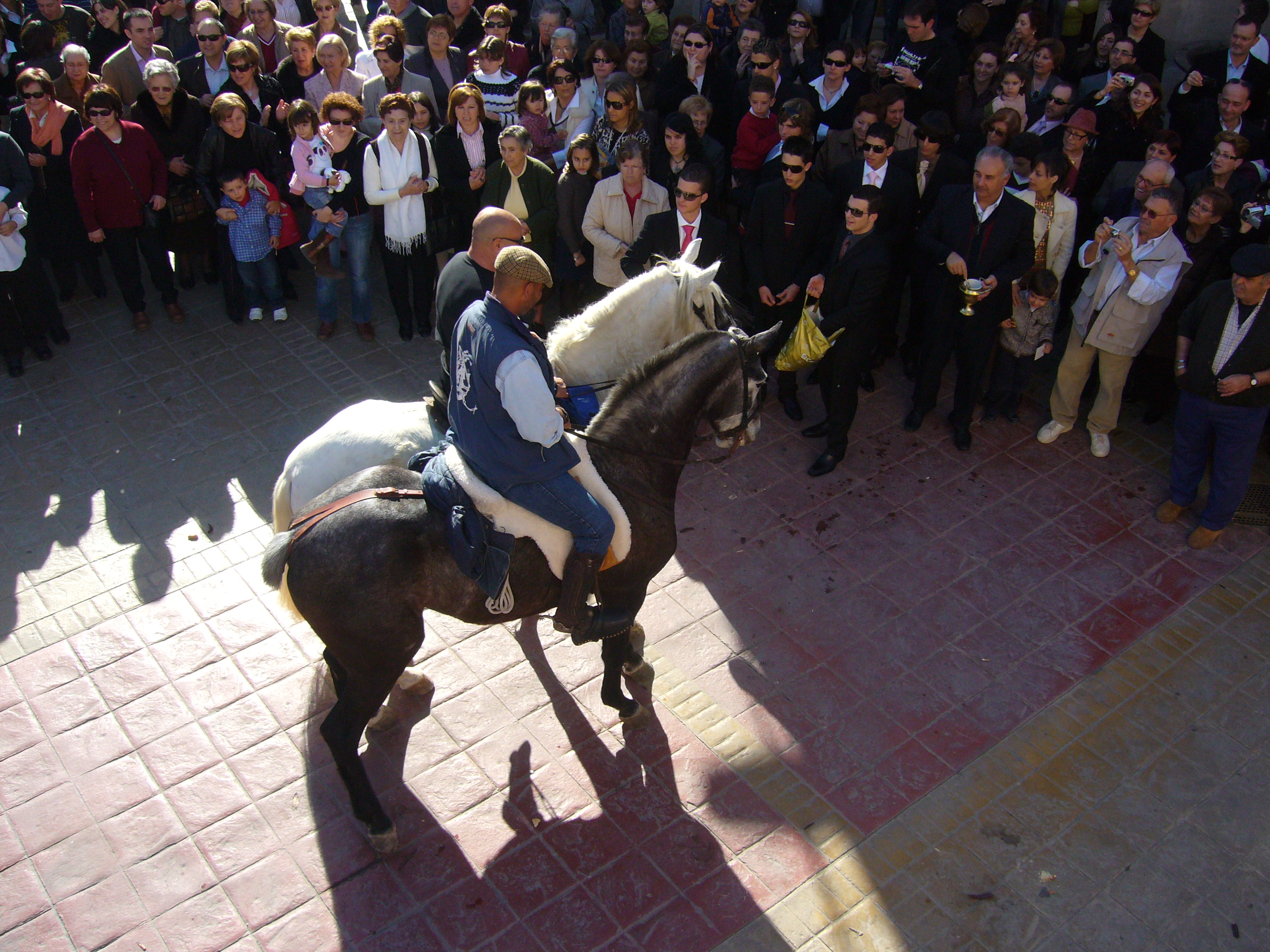
Bendición de los animales

La fiesta de Sant Antoni tiene un origen lúdico y popular, donde todo el mundo puede participar, y la incorporación de la mujer se ha realizado con espontaneidad y naturalidad. Tal como se la conoce actualmente, la fiesta se estructura en los años 1950 a través del sistema de quintas (los jóvenes festeros que a los 18 años tenían que acudir al servicio militar).
La fiesta se realiza el fin de semana más cercano al 17 de enero (San Antonio Abad) y conserva ingredientes habituales del costumario popular antoniano: falla, bendición de animales, espíritu carnavalesco, carácter iniciático, con otras propias del protocolo festivo valenciano cómo: cordà (en su sentido original), cita gastronómica colectiva y con algunos casi ya exclusivos de Masalfasar: sortija y barracot. Se trata de una fiesta compartida por una parte importante de la población y se ha mantenido viva y local, sin espectadores ni turistas.
La cronología del ritual festivo es:

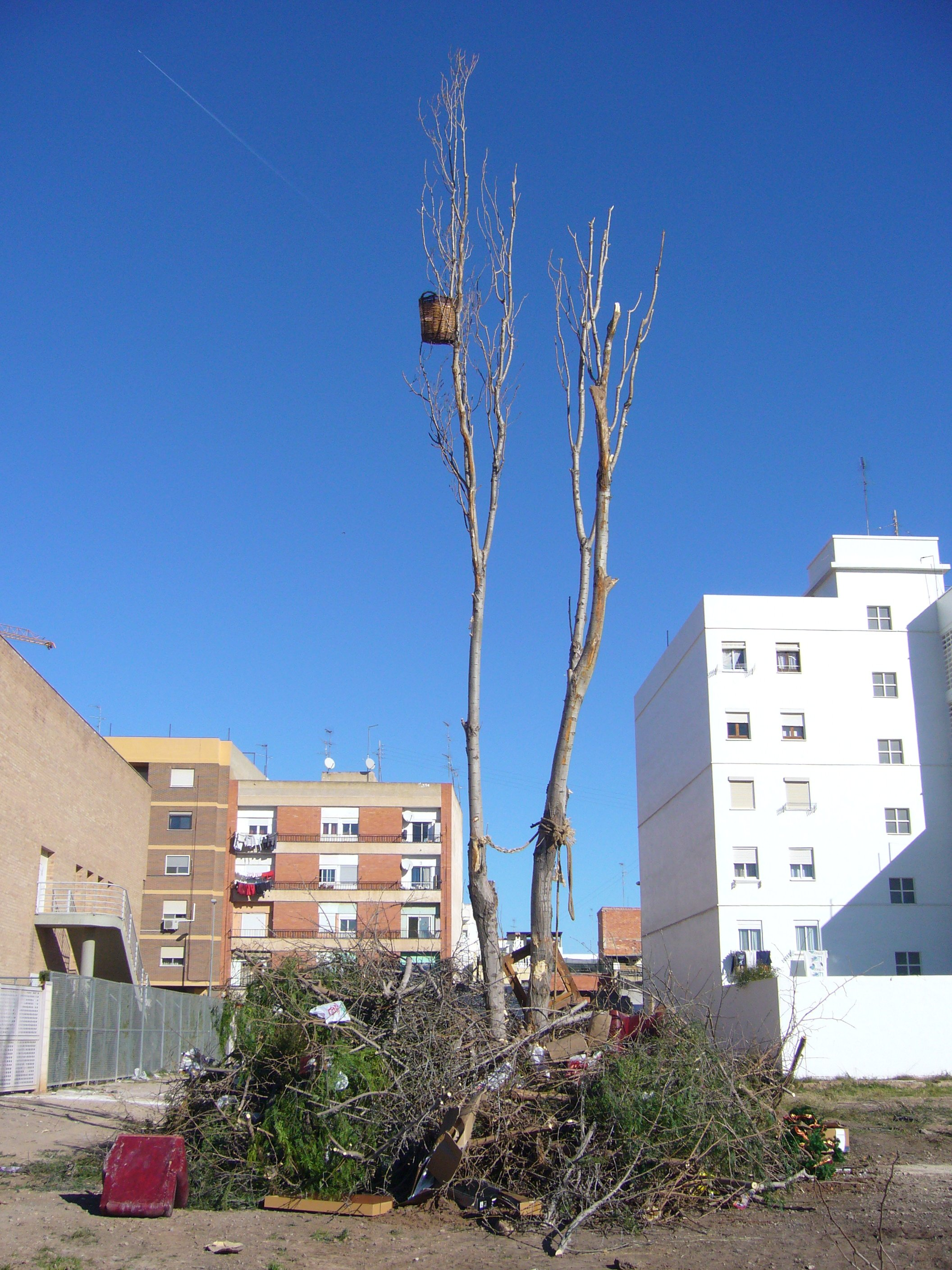
La falla plantada

- La semana de antes se hace la tallà (tala) del árbol para la falla y recogida de leña y trastos viejos.
- El día de la falla, viernes, se hacen cenas de peñas, quema de la falla, cordà, bouet (torito) y resopón.
- El día de la fiesta, sábado: despertà (despertada), recogida de clavarios y misa, bendición de animales, mascletà, plega (recogida) y reparto de estampillas, recogida de clavarios y procesión, castillo, baile.
- Día de las calderas, domingo, sortija, reparto de las calderas, cuetà (cohetada) y ronda por las casas de los clavarios, cena con los quintos entrantes y después barracot.[4]

## La falla u hoguera

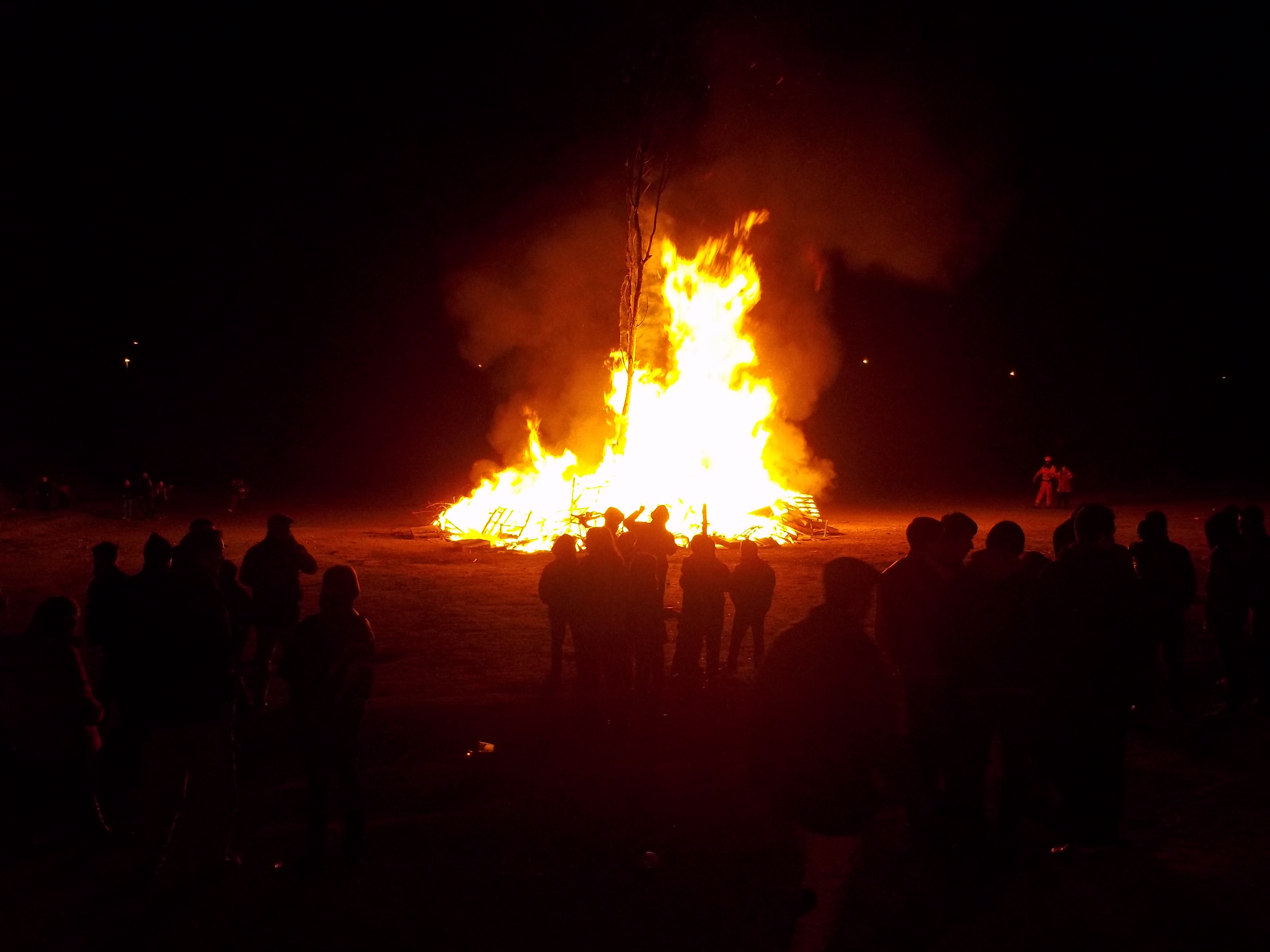
Falla quemando

Se trata de un monumento fallero originario, a base de restos de los carpinteros y de los domicilios particulares, como sillas, muebles viejos, escobas o esteras de esparto, cómo dice la famosa canción popular valenciana: "Hi ha una estoreta velleta pa' la falla de Sant Josep?" (Hay ha una alfombra vieja para la falla de San José?), que los quintos durante toda la semana previa recogen y usarán para hacer una buena llama alrededor del árbol de San Antonio, una vez se haya apagado, con las brasas todavía harán una parrillada de carne.

## La cordà
La noche del viernes de Sant Antoni se celebra la cordà, donde se echan cohetes borrachos, coetones, colgados de una cuerda anudada desde el balcón del Ayuntamiento nuevo al viejo por el que corre la barqueta (barquita, dispositivo de madera, proveído de ganchos metálicos) de donde se cuelga la pieza y que van soltándose y estallando. Mientras tanto, los festeros lanzan desde las esquinas de la plaza hacia el centro, sacos de papel encendidos que contienen entre tres y cinco docenas de cohetes. En la zona de más fuego está el barrilet donde una persona servirá a los más valientes una mezcla de licores.
En Massalfassar, se ha celebrado tradicionalmente de esta manera, tal como lo describen los autores costumbristas del siglo XIX, pero ya el 2007 se ubicó adentro de un recinto enjaulado.

## Lasortija

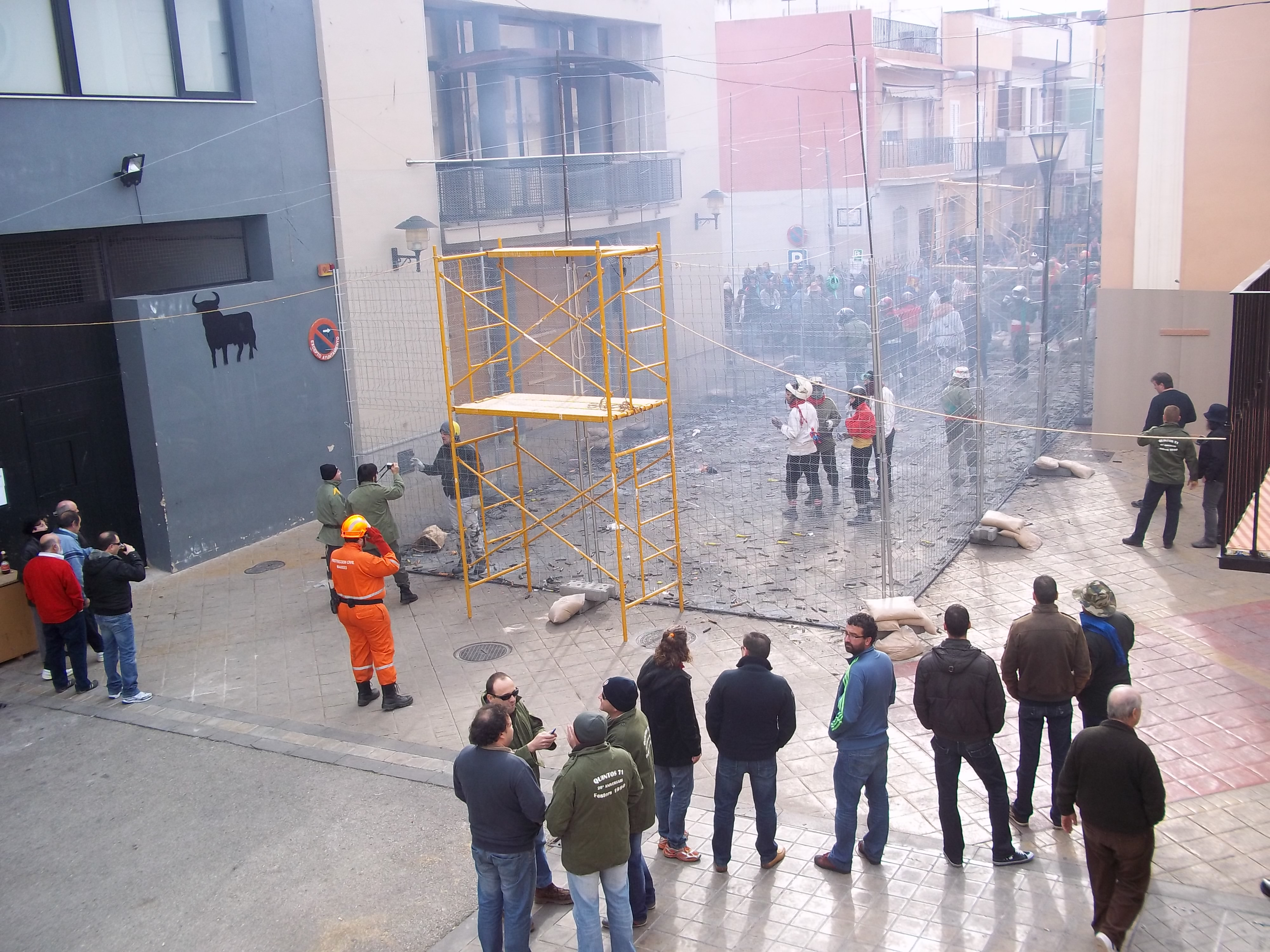
La Sortija adentro la jaula (plaza de la iglesia, 2014)

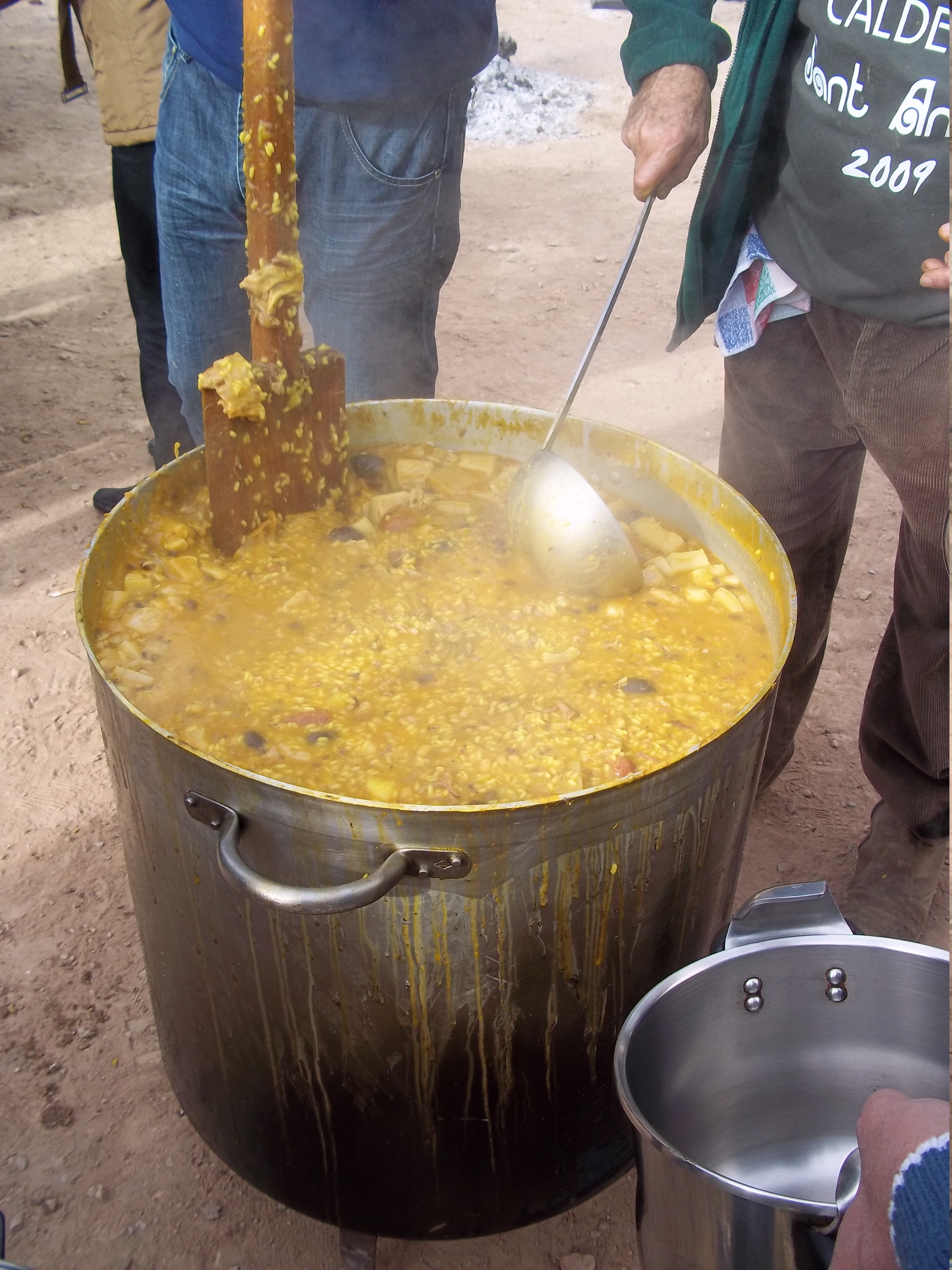
Recogiendo caldera

La particularidad cohetera de Masalfasar es la sortija, una particular cordà concentrada en un punto de una calle en un corto espacio de tiempo, donde se llegaban a quemar de cinco a seis mil cohetes. Con una legislación más estricta han tenido que cambiar la elección por sorteo de una calle donde realizarla, para hacerla en el campo de fútbol sala, con más espacio y dentro de una jaula. Antes también se anillaba a la cuerda una gallina que cogían los quintos entrantes, y ahora se ha cambiado por un jamón, por respecto a los animales.

## Las calderas

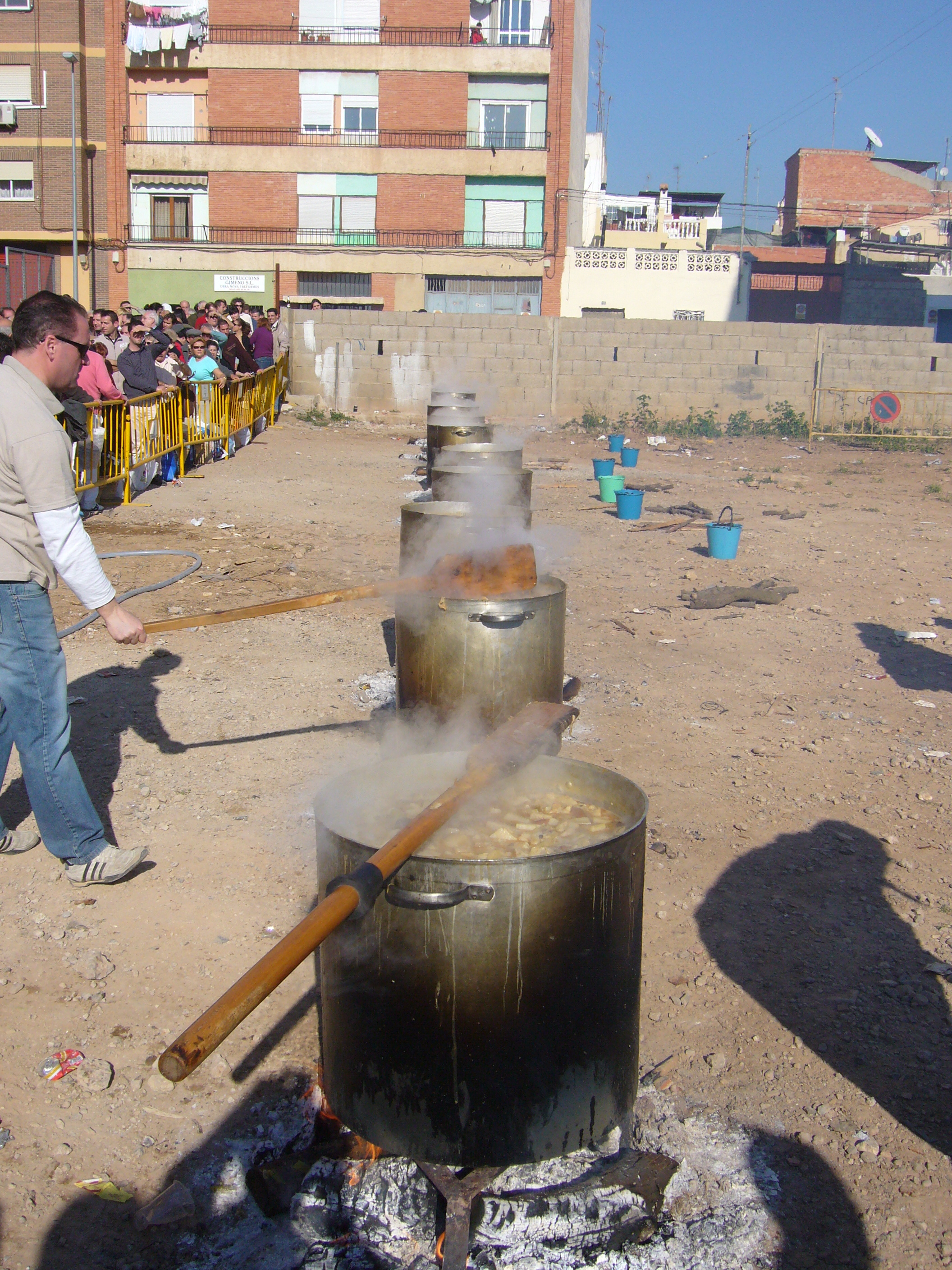
Cocinando las calderas.

Por Sant Antoni, en Massalfassar la comida más típica es la caldera, también denominado olla junta.
Hasta los años 1980 los guisos de caldera hechos por Sant Antoni eran para los pobres que no tenían qué comer y acudían a por caldera, por lo que se conocía también como olla de pobres. Se trata de una comida altamente calorífica elaborada con arroz, judías, nabos, embutido, ternera, tocino de cerdo, penca, cardo y patata, todo cocido con leña, que por la fiesta de Sant Antoni se puede degustar también en los municipios de Albuixec, Rafelbunyol, Alfara del Patriarca, entre otros. Su origen se dio en la localidad de Vinalesa.

## "El barracot"
El barracot (barracón) es una costumbre vinculada al cultivo del arroz y adoptado posteriormente por los quintos de Sant Antoni, que cuando acaba la fiesta, pasaban una semana a la marjal, prolongando el desmadre y agotando los fondos económicos.